# Gare TGV Haute-Picardie
La gare TGV Haute-Picardie est une gare ferroviaire française, située au centre de la zone d'activité Haute-Picardie, sur les territoires des communes d'Estrées-Deniécourt et d'Ablaincourt-Pressoir, dans le département de la Somme, en région Hauts-de-France.
Implantée sur la LGV Nord, à mi-distance entre Amiens et Saint-Quentin, elle a été inaugurée en 1994. Elle est desservie par des TGV reliant l'agglomération lilloise et Bruxelles aux grandes métropoles régionales françaises, via les gares TGV de la périphérie de Paris (dont celle de l'aéroport de Paris-Charles-de-Gaulle).

## Situation ferroviaire

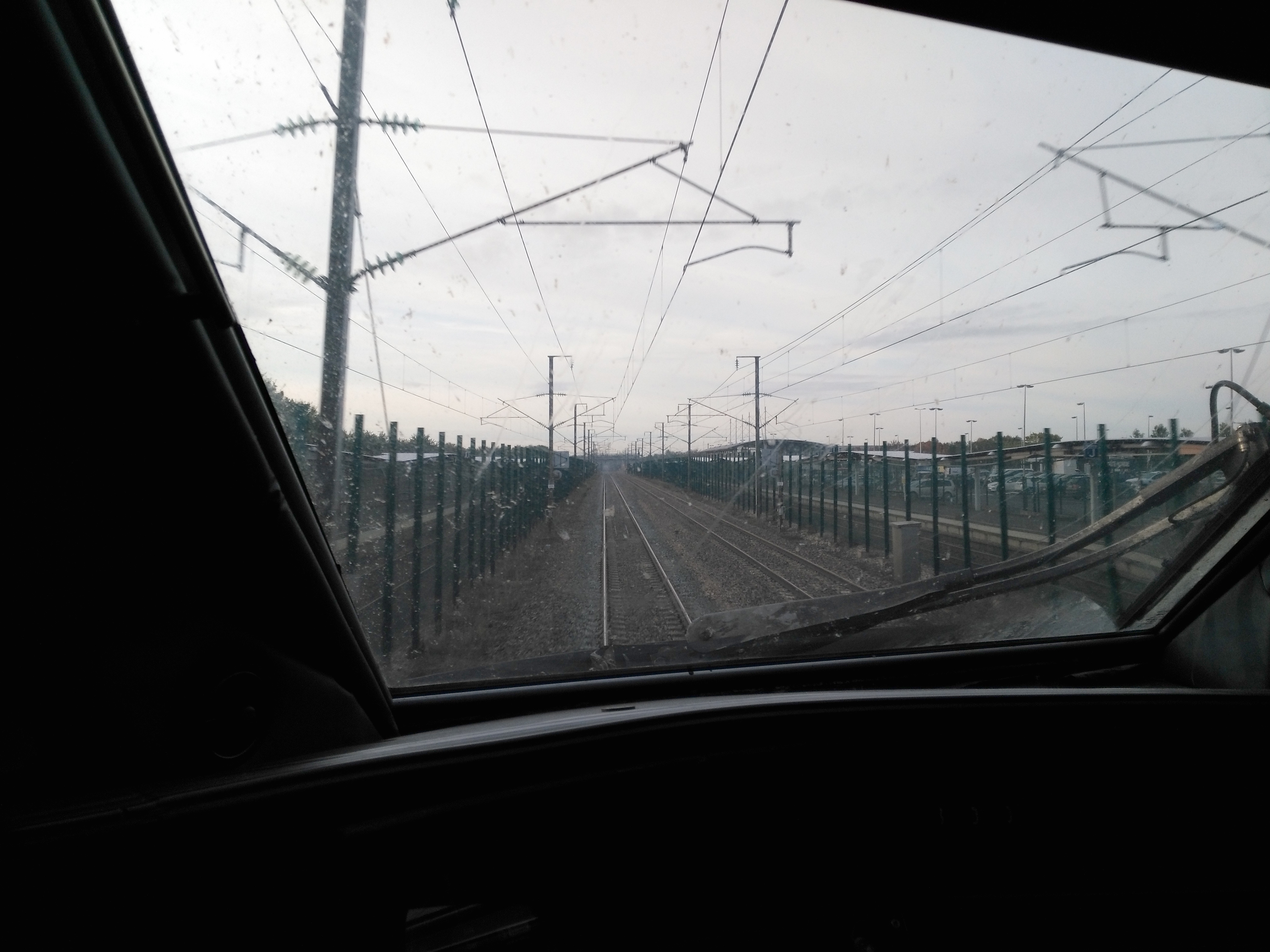
Traversée de la gare, vue depuis un TGV. Les voies centrales sont séparées des voies latérales par des grillages.

Établie à 83 mètres d'altitude, la gare TGV Haute-Picardie est située au point kilométrique (PK) 110,823 de la ligne de Gonesse à Lille-Frontière (LGV Nord – tronc commun).
Les deux voies centrales, parcourables à 300 km/h et dépourvues de quai, servent au passage des trains ne marquant pas d'arrêt (notamment les TGV Nord-Europe et les Eurostar) ; cette configuration est classique des gares sur LGV.

## Histoire

### Projet
La gare est née dans le contexte d'un conflit entre Lille et Amiens pour la desserte par la LGV Nord, le passage par Lille ayant été préféré à celui par Amiens. Un tracé par Amiens aurait raccourci le trajet Paris – Londres mais aurait rallongé les autres branches (de Paris vers Amsterdam et Cologne, et de Bruxelles vers Londres) et augmenté la longueur de lignes nouvelles à construire. Dans les engagements qui avaient alors été pris, il y avait celui de construire le barreau LGV Nord – Amiens – Coquelles, dit aussi LGV Picardie lorsque le tunnel sous la Manche serait achevé. Cette ligne est mentionnée dans le schéma directeur de 1992 qui a été abandonné après le rapport Rouvillois de 1996, notamment à cause de la faiblesse du trafic de la LGV Nord, inférieur de 40 % à celui attendu. Lors de l'étude du tracé de la ligne Paris – Lille, des projets d'inflexion pour se rapprocher plus ou moins d'Amiens ont été étudiés. Avec un surcoût compris entre 153 et 263 MF aux conditions économiques de 1983, ils ont été rejetés.
Une enquête publique pour la construction de la gare TGV d'Ablaincourt-Pressoir s'est déroulée du 6 janvier au 15 février 1992. Elle avait abouti à un avis défavorable. Le ministre de l'Équipement a alors demandé à la SNCF d'étudier la réalisation de la gare sur le site de Chaulnes. La région prévoyait en effet de réactiver le raccordement ferroviaire d'origine militaire de Jussy, pour réaliser des TER inter-villes entre Amiens et Saint-Quentin par Chaulnes et sans rebroussement à Tergnier, ce qui aurait assuré aux deux grandes villes picardes un accès à la gare TGV sensiblement plus rapide que par l'autoroute. Pourtant, le 3 juillet 1994, la gare est inaugurée sur le site initial ; quant à la liaison TER, elle a néanmoins été créée avec la desserte de Ham, mais n'a ainsi qu'une vocation purement régionale.
Par ailleurs, depuis la création de l'autoroute A1 dans les années 1960, une large bande de terre était déjà réservée à l'époque pour un futur tracé de train à grande vitesse.

### Construction et évolutions du site
La gare tire son surnom initial de gare des betteraves — expression qui semble être toujours employée localement — ou gare à betteraves, du fait que, lors de sa construction, elle était entourée de champs, située à mi-chemin entre Amiens et Saint-Quentin, et difficile d'accès : l'autoroute A29 n'existait pas encore entre ces deux agglomérations. Elle est aujourd'hui au cœur d'une zone d'activité de plusieurs hectares et au carrefour de l'autoroute A1 et de l'autoroute A29, ce qui permet aux automobilistes de la rallier rapidement depuis Amiens, Saint-Quentin, Compiègne ou encore Péronne. La voie ferrée Amiens – Tergnier / Saint-Quentin – Laon passe six kilomètres plus au sud, mais aucune correspondance n'a été prévue avec la gare la plus proche, celle de Chaulnes ; par ailleurs, le raccordement d'Hattencourt (situé à environ 13 kilomètres, en direction de la capitale) n'a été créé que pour des besoins de service.
Une fresque réalisée par Armand Langlois, à la demande du conseil régional de Picardie et de l'ADES — Association de développement de l'Est Somme —, occupe les 60 mètres de murs du tunnel piétonnier qui relie les deux quais en passant sous les voies. Elle évoque l'histoire, depuis le Haut Moyen Âge, du Santerre, cette région de Picardie où se trouve la gare, et où s'est notamment déroulée une grande partie de la bataille de la Somme en 1916.
La gare n'est pas destinée au trafic radial — les gares de Saint-Quentin et d'Amiens étant situées chacune à une heure quinze minutes environ de la gare du Nord à Paris — mais plutôt au trafic province – province (notamment vers la moitié sud de la France), voire international (vers Bruxelles). En effet, l'expérience d'un aller-retour quotidien la reliant à la capitale a été tentée au milieu des années 1990, mais fut rapidement abandonnée à cause d'une trop faible fréquentation. Il s'avère que « la gare TGV Haute-Picardie n'a pas pour vocation de desservir Paris ».
En 2006, elle a été choisie par Matt Harding pour « représenter » la France dans une vidéo, où on le voit sautiller sur un quai tandis que passe à pleine vitesse un train du service Thalys.
Le bâtiment voyageurs a été modernisé en 2011 et l'accessibilité a été améliorée pour les personnes à mobilité réduite. Par contre, le guichet est définitivement fermé le 1er mars 2022, en raison de sa faible fréquentation par les voyageurs qui lui préfèrent l'utilisation des outils numériques.
Au cours des années 2020, l'activité de cette gare TGV évoluera probablement — éventuellement à la baisse — en fonction des horaires et du trafic du barreau Roissy – Picardie, à créer et à mettre en service.

## Fréquentation
Les voyageurs ayant utilisé la gare étaient 37 579 en 1994 (année d'ouverture), 86 916 en 1995, 131 546 en 1996, 177 810 en 1997, 199 438 en 1998, 242 926 en 1999, 265 427 en 2000, 291 120 en 2001, 325 000 en 2002, 364 000 en 2004, 430 000 en 2008, un peu moins de 400 000 en 2010 (année où elle a enregistré son cinq millionième utilisateur depuis sa mise en service) et en 2012, 360 000 en 2013, 369 361 en 2015, 365 688 en 2016, 408 708 en 2017, 376 257 en 2018, 375 044 en 2019, 197 582 en 2020 et 268 474 en 2021 (années marquées par les conséquences de la pandémie de Covid-19), 320 142 en 2022, 337 464 en 2023. La fréquentation quotidienne de la gare ne dépasse pas 1 200 personnes ; elle peut cependant monter à 2 000 voyageurs en période estivale. On observe toutefois que les vastes parkings situés près de la gare sont la plupart du temps saturés, ce qui occasionne une occupation quasi-totale des places de stationnement gratuites plus éloignées et parfois du stationnement « sauvage » à plus ou moins longue distance, jusque dans des zones non carrossables.
Ces voyageurs viennent pour 63 % d'entre eux de la Somme, pour 30 % de l'Aisne et pour 7 % de l'Oise. Les dix destinations les plus fréquentées en 2006 ont été Lille (15,08 % du total des voyageurs), Lyon (14,97 %), Roissy (13,48 %), Bordeaux (4,79 %), Marseille (4,08 %), Rennes (4,02 %), Nantes (3,65 %), Montpellier (2,90 %), Avignon (2,84 %), Toulon (2,61 %).

## Service des voyageurs

### Accueil

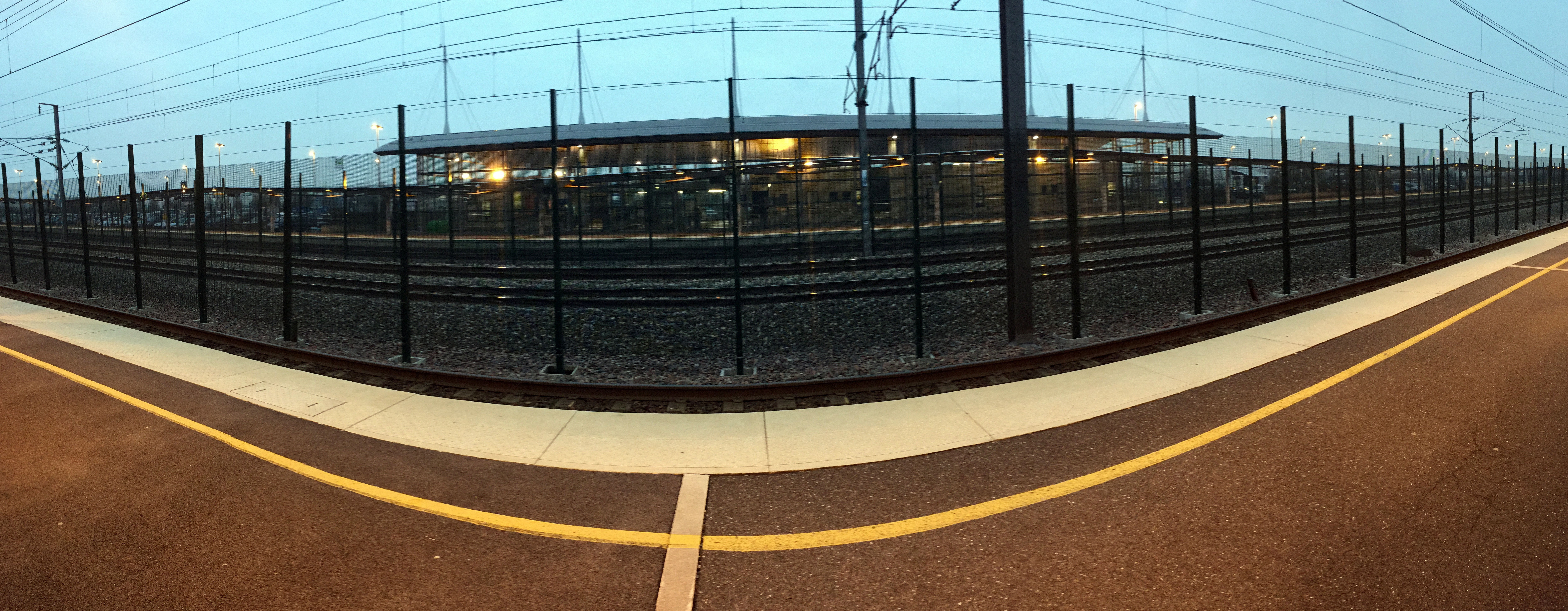
Voies et bâtiment voyageurs, vus du quai de la voie 4.

La gare dispose d'un bâtiment voyageurs, équipé d'automates pour l'achat des titres de transport, ainsi que de divers services, notamment des toilettes.
Le service « Accès Plus », ainsi que divers équipements d'accessibilité — notamment des ascenseurs pour atteindre le tunnel piétonnier de liaison entre les quais (en passant sous les voies) —, permettent l'accueil des personnes à mobilité réduite.

### Desserte
Des TGV province – province, sous la marque TGV inOui, s'arrêtent en gare ; ils relient des métropoles régionales françaises entre elles, notamment Lille et Lyon, ainsi que la capitale belge (Bruxelles), en transitant tous par l'aéroport de Roissy-Charles-de-Gaulle.
En outre, Ouigo dessert TGV Haute-Picardie sur les liaisons entre Lille (ou Tourcoing) et Marseille, Montpellier ou Bordeaux.

### Intermodalité
Deux vastes parkings payants sont situés à proximité immédiate de la gare. Il est également possible de prendre un taxi. De plus, un service de location de voitures est disponible.
Par ailleurs, un service de navettes par autocar, en correspondance avec les trains, permet de rallier la gare routière d'Amiens (voisine de sa gare ferroviaire) ou la gare de Saint-Quentin.